# Baumhaueria rectinervis
Baumhaueria rectinervis là một loài ruồi trong họ Tachinidae.